# Stenomordellaria neglecta
Stenomordellaria neglecta là một loài bọ cánh cứng trong họ Mordellidae. Loài này được Broun miêu tả khoa học năm 1880.. Chúng là loài duy nhất trong chi đơn loài Stenomordellaria.